# Santé au travail en France
Vous pouvez aider à l'améliorer ou bien discuter des problèmes sur sa page de discussion.
- Il ne s’appuie pas, ou pas assez, sur des sources secondaires ou tertiaires. (Marqué depuis décembre 2023)
- Il est à actualiser. Certains passages sont obsolètes ou annoncent des événements désormais passés. (Marqué depuis mai 2025)
- Il a besoin d'un nouveau plan. (Marqué depuis mai 2025)

- Archive Wikiwix
- Bing
- Cairn
- DuckDuckGo
- E. Universalis
- Gallica
- Google
- G. Books
- G. News
- G. Scholar
- Persée
- Qwant
- (zh) Baidu
- (ru) Yandex
- (wd) trouver des œuvres sur Wikidata

L'organisation du système de santé au travail en France, c'est-à-dire l'ensemble des institutions et acteurs qui ont pour but la prévention en matière de santé et de sécurité au travail des salariés, fait appel à de nombreuses institutions, dont la plus connue est la « médecine du travail », à laquelle tous les salariés du secteur privé ont été progressivement assujettis à partir de 1946. En 2004, les services de médecine du travail ont été rebaptisés « services de santé au travail », puis en 2021 "services de santé et de prévention au travail", tandis que la médecine du travail reste une spécialité médicale.
L'action de ces nouveaux Services de santé de travail s'insère dans le système plus large de la prévention des risques professionnels (également appelé système de santé au travail).
C'est l'organisation générale de ce système qui est abordée dans cet article, avec une présentation plus détaillée des Services de santé au travail (ex médecine du travail) qui constituent la base du système français. Toute entreprise du régime général est en effet obligatoirement affiliée à un Service de santé au travail interentreprises (ou dispose de son propre Service).
Lorsqu'elle est utilisée dans cet article, l'expression « médecine du travail » se réfère soit à l'institution antérieure à 2004 ou à l'exercice de la spécialité par les médecins spécialistes en santé au travail.
Font l'objet d'articles distincts :
- La santé au travail en général
- La médecine du travail en général, hors des spécificités françaises
- La médecine du travail en tant que spécialité médicale en France.

## Introduction
Depuis le milieu du XIXe siècle, les maladies professionnelles et les accidents du travail ont émergé comme une préoccupation pour les pouvoirs publics, les employeurs et les syndicats.
En France comme dans de très nombreux autres pays, cette préoccupation a donné lieu au développement :
- d'un corps de contrôle : l'Inspection du travail ;
- d'un système assurantiel : la Branche AT-MP (Accidents du travail - Maladies professionnelles) de la CNAMTS (Caisse nationale d'assurance maladie des travailleurs salariés) ;
- d'un dispositif de dépistage et de prévention matérialisé principalement, pour les salariés du secteur privé, par une « médecine du travail » qui doit assurer, d'une part, le suivi médical des individus et des populations, et, d'autre part, l'amélioration des conditions de travail.

Cette répartition des rôles, assez simple en théorie, s'est complexifié à mesure que chacune des entités prenait ses marques à l'intérieur du dispositif. C'est ainsi que l'Inspection du travail exerce aujourd'hui un rôle de conseil auprès des entreprises et des salariés en matière d'accidents et de conditions de travail. La Branche AT-MP de la CNAMTS a quant à elle développé, en plus de ses fonctions assurantielles, une activité de contrôle et de conseil sur la prévention des maladies professionnelles et des accidents du travail. Dans le même temps, la Médecine du travail, longtemps concentrée sur une approche clinique individuelle des maladies professionnelles, a été invitée à développer l'approche populationnelle et l'action en milieu de travail.
Plus visible que les autres institutions impliquées dans la prévention des risques professionnels, car plus présente auprès des salariés, l'institution « médecine du travail » remonte au début des années 1940. Elle a depuis pris en charge plusieurs générations de salariés du privé et l'expression a progressivement été assimilée, pour le grand public, à la visite médicale annuelle obligatoire sanctionnée par un certificat d'aptitude (ou une inaptitude). Historiquement, la notion de prévention des risques professionnels, pourtant fondatrice de l'institution, a ainsi été reléguée au second plan, même si de nombreux Services de « médecine du travail » et de nombreux médecins du travail ont, dès l'origine, développé des approches de prévention complémentaires de l'approche clinique (hygiène industrielle).
Pour les mêmes raisons, l'existence de la « médecine du travail » a longtemps masqué le travail des autres professionnels ou institutions de prévention intervenant au bénéfice des entreprises et des salariés.
Parmi les préventeurs institutionnels, on peut citer le réseau prévention constitué de l'INRS et des CARSAT (Caisse d'assurance retraite et de la santé au travail, anciennement CRAM), le réseau ANACT - ARACT (Agences nationale / régionales pour l'amélioration des conditions de travail), l'OPPBTP (Organisme professionnel de prévention du bâtiment et des travaux publics). Parmi les autres professionnels de la prévention, figurent des ergonomes, toxicologues, psychologues, sociologues, etc. intervenant en libéral, au sein de cabinets-conseil, pour des branches professionnelles ou pour des mutuelles d'assurance d'entreprise.
Les particularités de la « médecine du travail à la française » qui ont défini, pour le grand public, l'image de la « médecine du travail » sont les suivantes :
1. caractère universel : tous les salariés du secteur privé sont, en théorie, « assujettis » ;
2. médicalisation : approche fondée sur des examens médicaux (et complémentaires) systématiques ;
3. sélection : l'existence de la notion d'aptitude au poste de travail.

Depuis une vingtaine d'années, les trois particularités du système français tendent à s'estomper très lentement, sous l'influence d'évolutions scientifiques et règlementaires d'inspiration européenne et internationale. Au fil des réformes successives, l'accent est constamment mis sur :
- l'évaluation des risques a priori dans l'entreprise ;
- la prévention primaire (par opposition à la prévention secondaire et tertiaire) ;
- l'action en milieu de travail (en complément des visites médicales du travail) ;
- la pluridisciplinarité (par opposition à une approche strictement clinique) ;
- le ciblage des visites médicales (par opposition à une approche systématique) ;
- la planification, la traçabilité et l'évaluation des actions de prévention ;
- le travail en réseau entre les différents préventeurs[1],[2]

Ces développements ont sollicité l'ensemble du système, faisant progressivement passer la « médecine du travail » dans l'orbite plus large de la « santé au travail », même si, pour une écrasante majorité des bénéficiaires, l'institution reste encore connue sous sa première dénomination, et souvent considérée à l'aune de sa réputation passée plutôt qu'à celle de ses évolutions récentes.
De l'institution des années 1940 et de ses particularités historiques, reste aujourd'hui l'exercice de la spécialité médecine du travail par des médecins du travail, désormais positionnés au cœur d'équipes pluridisciplinaires qu'ils animent et coordonnent, au sein de Services de santé au travail engagés dans des contrats pluriannuels d'objectifs et de moyens avec les DIRECCTE et les CARSAT. De cet historique persistent aussi le caractère théoriquement universel de la prise en charge, l'accent mis sur les visites médicales périodiques et l'aptitude. Persiste enfin un réseau de Services de santé au travail maillant le territoire de manière capillaire.

## Approches de la prévention
Il s'agit d'intervenir en amont pour diminuer le risque d'exposition ou l'exposition du salarié à des risques identifiés. 
C’est la méthode la plus efficace et la seule envisageable pour les risques à long terme (risques CMR). Elle est moins coûteuse et plus facile à mettre en œuvre, quel que soit le risque, qu'un système de soins et de compensation financière des victimes.
La prévention primaire doit donc impliquer les concepteurs de machines ou de procédés, qui ne sont que très rarement ceux qui devront payer les soins et les indemnités liées aux accidents et aux maladies qui découlent d'une conception ne prenant pas en compte l'absolue nécessité d'adapter le travail à l'homme et non pas l'inverse.
L'OMS distingue trois niveaux de prévention[source insuffisante] :
1. la prévention primaire : en amont, est destinée à empêcher la survenance d'accident ou de maladie.
2. la prévention « secondaire » vise à dépister les maladies professionnelles avant qu’apparaissent des signes cliniques. Il ne s'agit plus empêcher la survenance d'accident ou de maladie, mais de pratiquer des soins « précoces » en espérant que les dégâts seront réversibles. Les connaissances issues de cette « prévention » peuvent aider à mettre en place la prévention primaire pour l'avenir.
3. la prévention « tertiaire » consiste à soigner des problèmes de santé déjà bien identifiés (conséquences d'accidents ou de maladies) et d'utiliser les connaissances acquises de ses soins pour améliorer le dépistage.

La prévention passe par exemple par :
- le remplacement des produits chimiques nocifs et en particulier des substances extrêmement préoccupantes par des substances alternatives moins dangereuses ;
- la recherche constante de progrès en matière de sécurité et qualité de vie (amélioration continue, n'omettant pas les aspects sociopsychologiques de la vie professionnelle) ;
- l'installation et l'entretien de dispositifs pour aspirer les poussières ou les vapeurs, isolation acoustique des postes de travail pour éviter les risques de surdité professionnelle, amélioration de l'ergonomie, de la radioprotection, etc.
- une bonne gouvernance, un travail collaboratif et de veille proactive cherchant à tirer tous les enseignements des problèmes passés.

## Le cadre institutionnel de la Santé au travail en France

### Politique de santé au travail
Bien-être et mieux-être au travail, prévention des maladies professionnelle, des accidents de travail, de la désinsertion professionnelle, médecine du travail, amélioration des conditions de travail : toutes ces notions et toutes ces approches, même si elles sont effectuées par des organisations distinctes, sont aujourd'hui regroupées sous le terme de Santé au travail. La politique nationale en la matière est définie dans le PNST (Plan National Santé Travail), généralement élaboré pour cinq ans et présenté au Coct (Comité d'orientation des conditions de travail) par le ministre chargé du Travail qui pilote le dispositif. Le PNST est décliné, sous forme de PRST (Plan Régional Santé Travail), dans chaque région, sous la responsabilité du Préfet et du DIRECCTE. Pour assurer leur cohérence avec les politiques de Santé publique (pilotées par le ministère de la Santé), le PNST et les PRST sont « articulés » avec les plans de Santé publique (Plan Santé environnement, Plan Cancer, Plan de lutte contre les toxicomanies, etc.).
La formalisation, à partir de 2004, d'une politique nationale de santé au travail en France est une des conséquences du scandale de l'amiante. Cette catastrophe sanitaire a en effet mis en évidence les faiblesses du dispositif de prévention des risques professionnels et mis en mouvement une série de réformes s'intéressant à chacun des acteurs de la prévention et à leurs dispositifs de coopération.
C'est ainsi qu'ont été exposés la multiplicité des acteurs, le manque d'échanges d'information, le caractère obsolète de certaines dispositions règlementaires, l'existence de nombreux doublons et, par opposition, de réelles lacunes dans le dispositif de prévention. Sur la base de ces constats, les pouvoirs publics se sont attachés à faire évoluer le dispositif de prévention, sans en modifier fondamentalement la configuration, mais en en prenant le pilotage et en insistant sur la planification, l'évaluation, la cohérence et la coordination entre ses multiples acteurs.

### Un cadre institutionnel complexe
Le cadre institutionnel du dispositif français de santé au travail est particulièrement complexe.

Principaux organismes intervenant en santé au travail et prévention des risques professionnels - France - Schéma synoptique (non exhaustif).

La Santé au travail du secteur privé distingue les entreprises du régime général (possédant un Service d'entreprise ou affiliées à un Service interentreprises), celles du régime agricole et celles relevant du régime des gens de mer.
Le secteur public organise sa médecine de prévention (législation distincte de celle de la Santé au travail) selon le découpage des trois fonctions publiques (d'état, hospitalière et territoriale).
De nombreux organismes interviennent avec des statuts très variables : l’État avec ses ministères (du travail, de la santé, de l'environnement, MILDT, FIVA, etc.) et ses représentants en région, préfectures (pilotant Plan régional santé travail et Comité régional de prévention des risques professionnels) et services déconcentrés (DRTEFP, inspection du travail, etc.), Agences régionales de santé, sécurité sociale (CATMP, CTN, CARSAT, CTR, CPAM, FCAATA, FNPATMT, etc.), établissements publics ou parapublics (INERIS, réseau ANACT, etc.), agences nationales (InVS, ANSES, etc.), associations (Services interentreprises de santé au travail, INRS, etc.), entreprises (employeurs, CSE, délégués du personnel, salariés, Services internes de santé au travail, etc.), Observatoires régionaux de santé au travail (ORST) mis en place par les partenaires sociaux. Cette liste, non exhaustive, illustre la complexité du système.

### Ministère du Travail ou Ministère de la santé?
Historiquement la santé au travail des salariés du secteur privé a toujours dépendu du ministère du travail, et non du ministère de la Santé. C'est également le cas dans la plupart des pays européens ainsi qu'à la Commission européenne où la Santé au travail est rattachée à la Direction générale Emploi, affaires sociales et inclusion.
En France, le Plan national santé travail (PNST) est placé sous l'autorité du ministre chargé du Travail. Les Plans régionaux santé travail (PRST) sont placés sous la responsabilité du Préfet de région et du DIRECCTE (administration du Travail). L'agrément des services de santé au travail est délivré par la DIRECCTE. Outre les éventuelles initiatives interministérielles (MILDECA par exemple), des échanges sont prévus entre les Agences régionales de santé et les Comités régionaux de prévention des risques professionnels au moment de l'élaboration des Plans régionaux de santé au travail (PRST) et des Schémas régionaux d'organisation de la santé au travail (SROST). Le Préfet de région est censé organiser localement, en lien avec l'ARS (Agence régionale de santé) la cohérence entre les plans « santé publique », « santé travail » et « santé environnement », issus de trois ministères différents.
Le rattachement de la Santé au travail au ministère du Travail est étroitement lié au souhait d'impliquer les partenaires sociaux et de les associer à l'élaboration et au déploiement des politiques de Santé au travail, depuis le niveau national (COCT, Comité d'orientation des conditions de travail, placé auprès du ministre du Travail), jusqu'au niveau régional (Commission paritaire du CRPRP), local (Conseils d'administration paritaires des Services de santé au travail interentreprises) et d'entreprise (CSE).

### Santé au travail et Santé publique
Depuis les années 2004-2005, le cloisonnement entre santé au travail et santé publique tend à s’estomper.
Même si la santé au travail est financée par les employeurs et non par l’État, il est maintenant admis que son action s'articule avec celle des plans de santé publique : Plan cancer (avec un volet cancers professionnels) ; Plan santé environnement (avec un volet environnement de travail) ; Plan sécurité routière (avec les accidents de trajet et de mission), etc. Depuis 2005, la Santé au travail dispose d'ailleurs d'un Plan santé travail national, placé sous la responsabilité du ministère du Travail et décliné en région sous forme de Plan régional santé travail (PRST).
Le dispositif de santé au travail participe ainsi à la veille sanitaire avec des études effectuées localement, sectoriellement (enquête Ergodistrib), ou dans un cadre plus large, lors d'enquêtes nationales comme l'enquête Sumer, avec l'ANSES (réseau national de veille et de prévention des pathologies professionnelles RNV3P), l’Institut de veille sanitaire (InVS, dont le département santé travail est chargé de coordonner les études épidémiologiques dans ce domaine particulier), des groupements d'intérêt scientifique comme Evrest.
L’évaluation des risques liés aux produits chimiques se fait par l’Agence nationale de sécurité sanitaire de l'alimentation, de l'environnement et du travail (ANSES) en collaboration avec d’autres organismes : INRS (et sa base de données Biotox), INERIS, CSTB, INSERM, AFSSA. Le règlement européen Reach a été transposé et précise les responsabilités.
Les services de santé au travail peuvent collaborer avec les services prévention des « Caisses d'assurance retraite et de santé au travail » (CARSAT), des CRAM (Île-de-France et Alsace Moselle) ou CGSS DOM-TOM), l'OPPBTP, ainsi qu’avec l’ARACT (Agence régionale pour l’amélioration des conditions de travail), l’AGEFIPH (Association de gestion du fonds pour l'insertion professionnelle des personnes handicapées et de nombreuses autres institutions (ORST, CRPRP…).

## Historique du dispositif de santé au travail en France

### Création de la médecine du travail
Le dispositif actuel de santé au travail ne se limite plus au suivi médical individuel des salariés et implique, en France, de nombreux acteurs. Sa structure est néanmoins largement tributaire de son histoire et en particulier de la constitution de la médecine du travail, après la Seconde Guerre mondiale, au bénéfice de tous les salariés du secteur privé. Ce système, organisé autour du Service autonome ou interentreprises de médecine du travail (aujourd'hui « de santé au travail »), maille encore actuellement l'ensemble des entreprises et structure les niveaux de contrôle, de coordination et de coopération.
Lourdement marquée par le double modèle du conseil de révision (notion d'aptitude) et des Charbonnages de France (détection précoce des maladies pulmonaires), la médecine du travail telle qu'elle s'est imposée en France a été instituée par la loi du 11 octobre 1946 pour toutes les entreprises du secteur privé au bénéfice de leurs salariés. Fondé sur le diagnostic des maladies professionnelles et fortement médicalisé dès sa création, le système a, pendant de nombreuses années, eu tendance à mettre la prévention au second plan.
Tout d'abord conçue pour les employés et les ouvriers du secteur industriel, puis du commerce et de l'artisanat, l'obligation a été étendue à tous les salariés du secteur agricole et aux exploitants volontaires par la Loi du 26 décembre 1966. Dans ce secteur, c'est la Mutualité Sociale Agricole (MSA) qui assure la prise en charge des exploitations et de leurs salariés. Les médecins du travail exerçant dans le secteur agricole peuvent être titulaires soit d'un diplôme de spécialiste en médecine du travail (DES), soit d'un diplôme de l'Institut National de Médecine Agricole.
L’obligation de la médecine du travail a progressivement été étendue à d'autres secteurs d'activité :
1. la fonction publique d'État : médecine de prévention ;
2. la fonction publique hospitalière : médecine du travail hospitalière ;
3. la fonction publique territoriale : médecine professionnelle et de prévention ;
4. le monde du spectacle : médecin du travail au centre médical de la Bourse ;
5. les employés de maison ;
6. les salariés des associations intermédiaires ;
7. les marins et gens de mer.

### La réforme progressive du système français de médecine du travail
La directive européenne 89/391/CEE du 12 juin 1989 a introduit une approche de prévention avec un abord collectif de la santé au travail et la France a été mise en demeure de se mettre en conformité avec ces obligations sur deux points essentiels :
- l'évaluation a priori des risques transcrite par la loi du 31 décembre 1991 et le décret du 5 novembre 2001 ;
- la pluridisciplinarité, obligation pour l’employeur de faire appel, pour la prévention des risques professionnels, à des compétences qui débordent largement le cadre médical : ergonomie, toxicologie, psychologie du travail, etc. (Décret du 28 juillet 2004[11][source insuffisante]).

Depuis la transposition en droit français de cette directive, les activités de protection des travailleurs et de prévention des risques professionnels doivent être organisées et attribuées dans toutes les entreprises du privé.
Cette obligation ne pose pas de problème aux entreprises de grande taille, où elle est prise en charge par un département hygiène sécurité, renforcé à l'occasion par l'intervention de cabinets spécialisés.
Pour les entreprises de petite taille, PME et TPE qui ne peuvent héberger une telle expertise, la Commission européenne a admis que cette obligation puisse être remplie par l'adhésion à un service interentreprises. Étant donné l'existence, en France, d'un réseau - unique au monde - de Services de médecine du travail interentreprises, il a été logiquement proposé de lui faire porter cette nouvelle mission, ce que la Commission a accepté, sous réserve que ce réseau évolue de la médecine du travail vers la santé au travail en intégrant de nouvelles compétences, complémentaires de celles des médecins du travail. Cet impératif a guidé l'action des gouvernements successifs, qui ont progressivement fait évoluer le dispositif, à travers notamment deux réformes majeures, celle de 2004 et celle de 2012.
Depuis la création de l'institution « médecine du travail », plusieurs réformes ont fait évoluer son organisation et son fonctionnement. Les deux réformes refondatrices datent de 2004-2005 (passage de la médecine du travail à la santé au travail) et de 2011-2012 (réforme de la réforme).
Elles inscrivent la médecine du travail dans le dispositif plus vaste de prévention des risques professionnels, piloté par le Plan national santé travail, tout en orientant son action (via l'obligation du projet de Service et les CPOM : Contrats pluriannuels d'objectifs et de moyens), en faisant évoluer sa gouvernance (gestion paritaire des Services interentreprises), en modifiant son organisation (équipes pluridisciplinaires animées et coordonnées par un médecin du travail) et en ouvrant la possibilité d'adapter le suivi médical des salariés aux réalités locales.

#### Réforme de 2004
La réforme de juin 2004 a inscrit l'exercice de la médecine du travail dans le cadre plus large de la santé au travail, qui inclut la prévention collective menée en mode pluridisciplinaire avec les intervenants en prévention des risques professionnels (IPRP). Dans le nouveau dispositif de santé au travail, les compétences médicales sont complétées par une approche technique et organisationnelle délivrée par des intervenants en prévention des risques professionnels (techniciens et ingénieurs hygiène et sécurité, hygiénistes du travail, ergonomes, épidémiologistes, psychosociologues du travail, etc.).

#### Réforme de 2012
Le 31 janvier 2012, plusieurs décrets viennent redéfinir, les missions et l'organisation et le fonctionnement de la médecine du travail et des services de santé au travail, notamment pour les services interentreprises,.
La publication de la loi et des décrets a été complétée par une circulaire[source insuffisante].
Les points essentiels de la réforme de 2012 sont les suivants :

##### Cadre, missions et équipes
- l'action des services de santé au travail s'inscrit dans un cadre piloté par l’État.
- les missions des services de santé au travail interentreprises (SSTI) sont précisées.
- elles sont portées par le service et réalisées par des équipes pluridisciplinaires animées et coordonnées par un médecin du travail[18].
- les équipes réunies autour du médecin du travail sont composées de secrétaires médicales, d'infirmiers du travail, d'assistantes santé sécurité au travail, d'intervenants en prévention des risques professionnels.
- les S.S.T.I. doivent se doter d'un service social (assistantes sociales du travail) ou se conventionner avec un tel service.
- les services peuvent avoir recours (dans des conditions à préciser) à des internes en médecine du travail et à des « collaborateurs médecins », pour pallier le déficit de temps médical.

##### Pilotage, projet de Service et Contrat pluriannuel d'objectifs et de moyens
- le service de santé au travail interentreprises doit se doter d'un projet de service pluriannuel élaboré par sa commission médico-technique et approuvé par le conseil d'administration paritaire.
- ce projet de service pluriannuel est intégré à la négociation d'un contrat tripartite (CPOM : Contrat pluriannuel d'objectifs et de moyens) entre le service, l'État (représenté en région par la DIRECCTE) et l'Assurance-maladie (dont la branche accidents du travail-Maladies professionnelles est représentée en région par la CARSAT).
- le projet de Service et le CPOM doivent s'inscrire dans le cadre du plan régional santé travail placé sous l'autorité du Préfet et piloté par la DIRECCTE dans le cadre du CRPRP (comité régional de prévention des risques professionnels).
- les projets de service et les CPOM peuvent proposer, en contrepartie d'entretiens conduits par des infirmiers et de la mise en place d'actions collectives de prévention, un espacement des visites médicales périodiques au-delà de 24 mois.
- l'agrément du SSTI par la DIRECCTE est lié à l'élaboration du projet de Service, à la conclusion d'un CPOM et au respect des objectifs qui y sont définis.
- au sein du CRPRP, une « formation restreinte » impliquant les partenaires sociaux se prononce sur les CPOM des différents Services de santé au travail de la région. À ce titre, les partenaires sociaux sont invités à valider « les éventuelles adaptations aux réalités régionales » contenues dans les CPOM, en particulier celles touchant la périodicité des visites médicales.

##### Gouvernance des Services interentreprises
- les SSTI sont des associations loi de 1901 à conseils d'administration paritaires.
- le président est un représentant des employeurs-adhérents, le trésorier est issu de la représentation syndicale du bassin d'emploi.
- le président garde une voix prépondérante au sein du conseil d'administration.
- l'administration du service est placé sous le contrôle d'une Commission de contrôle composée de 2/3 de représentants salariés et d'1/3 de représentants employeurs.
- le président de la commission de contrôle est un représentant salarié.

Position des Services de santé au travail interentreprises dans le dispositif de prévention après la réforme de 2012.

#### Réforme de 2017
Depuis le 1er janvier 2017, les visites médicales sont remplacées par des entrevues. La loi travail El Khomri, adoptée le 8 août 2016, prévoit cette disposition (article 102) : le nouvel employé aura droit à une visite « d’information et de prévention » dans les trois mois de son arrivée dans l’entreprise. Il pourra être vu par un médecin comme auparavant, mais pas seulement : un infirmier pourra désormais, lui aussi, effectuer la visite qui donnera lieu à une attestation. Cette entrevue pourra ensuite être renouvelée autant de fois que le professionnel de santé le souhaite, dans un délai de cinq ans maximum.

#### Réforme de 2021
La loi du 2 août 2021 pour renforcer la prévention en santé au travail transpose l'accord national interprofessionnel (ANI) conclu le 10 décembre 2020 par les partenaires sociaux en vue de réformer la santé au travail. Elle contient également des mesures afin de décloisonner la santé publique et la santé au travail. La loi précise que les missions des services de santé au travail (SST), qui deviennent les "services de prévention et de santé au travail" (SPST), sont étendues à l'évaluation et prévention des risques professionnels, aux actions de promotion de la santé sur le lieu de travail, aux conseils en matière de conditions de télétravail). Ils sont chargés des campagnes de vaccination et de dépistage. Le passeport de prévention, prévu par l'ANI, est créé, y figureront toutes les formations suivies par le travailleur sur la santé et la sécurité. La définition du harcèlement sexuel au travail est revue. L'accès au dossier médical partagé (DMP) est ouvert au médecin du travail qui pourra l'alimenter. Les SPST mettront en place une cellule dédiée à la prévention de la désinsertion professionnelle. Les médecins du travail pourront recourir à la télémédecine. Une visite de mi-carrière professionnelle (à 45 ans ou à un autre âge s'il y a un accord de branche) est créée. Les médecins de ville pourront contribuer au suivi médical des travailleurs et le statut d'infirmier en santé au travail est acté. Le Comité national de prévention et de santé au travail (CNPST) est institué au sein du Conseil d’orientation des conditions de travail.

## Organisation et financement du système français de médecine du travail
En France, l'organisation et le financement de la médecine du travail est obligatoirement assuré par les employeurs. Toute entreprise du secteur privé doit avoir accès à un médecin du travail, soit en créant son propre service de santé au travail, c'est le « Service autonome », soit en adhérant à une association de santé au travail, appelé alors « Service interentreprises ».
Le décret no 2012-137 du 30 janvier 2012 (en partie annulé en juillet 2013 par le Conseil d'État (Décision du Conseil d'État no 358109 du 17 juillet 2013) fixe un seuil unique pour le choix entre l'adhésion à un SSTI ou la mise en place d'un service autonome de santé au travail. Lorsque l'effectif de salariés suivis de l'entreprise ou de l'établissement est inférieur à 500 salariés, l'employeur doit adhérer à un SSTI. Lorsque cet effectif atteint ou dépasse 500 salariés, l'employeur peut mettre en place un service autonome de santé au travail. L'effectif est calculé selon les règles fixées aux articles et L. 1111-2 et 3 du code du travail. Il s'agit donc de 500 salariés en équivalent temps plein. Le franchissement de ce seuil doit être apprécié sur une certaine durée afin de ne pas soumettre l'organisation du SST à des fluctuations préjudiciables à son fonctionnement.
Seul le comité d'entreprise est préalablement consulté sur le choix de l'employeur sur la forme du SST (art. D4622-2 al.2). L'article D4622-12 du Code du Travail prévoit que le choix de créer un service autonome commun à des entreprises constituant une unité économique et sociale ne pourra intervenir qu'après accord du comité d'entreprise commun. Lorsque, pour organiser le SST, l'entreprise a le choix entre les deux formes de service prévues à l'article D4622-1 du code du travail, ce choix est fait par l'employeur. En cas d'opposition du comité d'entreprise, préalablement consulté, au choix de l'employeur sur la forme du service, l'employeur saisit le DIRECCTE, qui se prononce après avis du médecin inspecteur du travail (art. D4622-3).

### Le service autonome
Lorsque l'entreprise est d'une taille suffisante, elle doit organiser elle-même le suivi santé travail de ses salariés au sein d'un service qui lui est propre de santé au travail (dit service autonome).
Dans ce cas, le chef d’entreprise est responsable de l'organisation et 2 possibilités existent :
- les médecin et infirmiers du travail sont salariés de l'entreprise
- le/les infirmier(s) du travail sont salariés de l'entreprise (à partir de 200 salariés en industrie, 500 en tertiaire) mais l médecin est du S.S.T.I.

Un agrément, révisable tous les 5 ans, est délivré par la DIRECCTE, après avis du médecin inspecteur régional du travail et de la main-d'œuvre (MIRTMO).
Selon que l'entreprise compte un ou plusieurs établissements, le service autonome est un service de santé au travail d’entreprise, un service de santé au travail d’établissement ou un service de santé au travail interétablissements d’entreprise.

### Le service interentreprises

#### Constitution en association à l'initiative des employeurs
La plupart des entreprises - toutes celles qui n'ont pas la taille suffisante pour disposer de leur propre médecin du travail - accèdent à la médecine du travail par l'intermédiaire d'un service de santé au travail interentreprise.
La Loi dispose que ces services doivent être organisés par les employeurs réunis en association. Le fonctionnement de ces associations est donc le fonctionnement classique d'une association loi 1901 : assemblée générale des adhérents, ordinaire ou extraordinaire, élection d'un conseil d'administration, désignation d'un bureau. Les services de santé au travail sont donc des organisations à but non lucratif dotées d’une autonomie financière (assurée par les cotisations versées par les entreprises adhérentes). Elles sont dotées d'une personnalité civile et ont pour objet exclusif la pratique de la santé au travail (médecine du travail).

#### Financement des services de santé au travail interentreprises
Les services de santé au travail interentreprises sont financés par les cotisations des entreprises adhérentes. Le montant des cotisations est fixé par le Conseil d'administration en fonction des moyens mis à disposition par le Service pour répondre aux besoins des entreprises. Les modalités de calcul de la cotisation ainsi que le coût moyen par salarié pris en charge varient d'un Service à l'autre. Certains services proposent à leurs adhérents une cotisation calculée en fonction du nombre de salariés pris en charge (cotisation per capita). D'autres une cotisation calculée en fonction de la masse salariale (cotisation à la masse salariale). Le paiement à la visite a presque totalement disparu, du fait que celle-ci ne représente plus l'unique service rendu aux adhérents. La loi impose en effet aux services de se doter de moyens pluridisciplinaires, de proposer un service social du travail, de consacrer au moins 1/3 du temps médical à l'action en milieu de travail, de mettre en œuvre des actions collectives de prévention, de participer à la veille épidémiologique. Toutes ces missions doivent être financées, ce qui peut expliquer le coût apparemment élevé de la cotisation lorsqu'elle est rapportée aux seules visites médicales du travail.
C'est dans ce cadre qu'en 2005, le sénateur Josselin de Rohan rappelait qu'une visite effectuée par la médecine du travail était facturée 79,53 euros aux employeurs en comparaison des 20 euros d'une visite classique à un médecin libéral. Il est généralement argumenté que le coût des visites « couvre une prestation globale comprenant des examens médicaux, dont seulement une partie sont des examens périodiques, et une analyse des risques du milieu de travail ».

#### Contrôle social des services de santé au travail interentreprises
Étant donné le caractère particulier de l'activité confiée aux associations qui organisent les services interentreprises de santé au travail, le législateur a pondéré le fonctionnement associatif classique en y introduisant une dose de contrôle social.
- commission de contrôle - Depuis toujours, l'action des conseils d'administration est supervisée par une commission de contrôle au sein de laquelle 2/3 des sièges sont réservés aux salariés des entreprises adhérentes représentant les syndicats du bassin d'emploi. Depuis 2004, les comptes de toutes les associations interentreprises doivent en outre être certifiés par un commissaire aux comptes. Depuis 2012, la Commission de contrôle est présidée par un représentant des salariés du bassin d'emploi.
- conseils d'administration paritaires - Le contrôle social a été renforcé par les réformes de 2004 et de 2012, à l'issue de laquelle les conseils d'administration sont devenus paritaires. La moitié des administrateurs sont donc salariés d'entreprises adhérentes représentant les syndicats du bassin d'emploi. Le Président du Conseil d'administration reste un employeur pour des questions de responsabilité juridique. Le Trésorier est un représentant des salariés. En cas de désaccord, le Président du Service garde une voix prépondérante.
- participation des professionnels - Dans un souci de transparence et pour permettre au Conseil d'administration et à la commission de contrôle d'entendre l'avis des professionnels sur les sujets qui les concernent, les médecins du travail, représentés par leurs délégués de secteur, assistent avec voix consultative aux réunions de ces deux instances.
- commission médico-technique - Du point de vue de la prévention, la Loi institue également, dans chaque Service interentreprises, une commission médico-technique qui constitue le lieu d'échanges entre les médecins du travail et les autres professionnels de prévention présents dans le service au titre de la pluridisciplinarité (ergonomes, toxicologues; ingénieurs hygiène et sécurité, psychosociologues du travail, etc.). Cette commission élabore le projet de Service pluriannuel qui sert de base au Contrat pluriannuel d'objectifs et de moyens.
- indépendance des professionnels - La Loi garantit l'indépendance médicale et technique du médecin du travail. La commission de contrôle, en particulier, a un droit de regard sur l'embauche et le licenciement des médecins du travail et s'assure qu'ils ne subissent pas de pressions dans l'exercice de leur métier.

#### Tutelle de l'État et agrément des services de santé au travail interentreprises
L'État exerce un contrôle permanent des services de santé au travail à travers l'agrément délivré par la DIRECCTE.
- Tutelle - La DIRECCTE est destinataire de tous les comptes rendus de réunions (conseil d'administration, commission de contrôle, assemblée générale, rapports annuels financiers et d'activité, commission médico-technique) et peut ainsi s'assurer de la bonne gestion de l'association et du bon fonctionnement des institutions qui assurent la gouvernance du service.
- Agrément - Périodiquement, le fonctionnement et l'organisation du service sont soumis à un audit effectué par le Médecin inspecteur régional du travail et de la main-d'œuvre qui peut, pour ce faire, demander à être assisté par un inspecteur du travail. Sur la base de leur analyse et une fois pris l'avis des professionnels et des différentes commissions concernées, ils remettent au directeur régional du travail une recommandation pour le renouvellement de l'agrément qui permet à l'association interentreprises de continuer à exercer ses missions de santé au travail au bénéfice de ses adhérents. L'agrément est généralement délivré pour une durée de 5 ans. Depuis 2004, la DRTEFP (renommée DIRECCTE) peut accorder au service un agrément provisoire d'un an non renouvelable, assorti de conditions qui doivent être prises en compte pour l'obtention de l'agrément inconditionnel de 5 ans. Depuis 2012, l'existence d'un projet de Service pluriannuel et la signature d'un Contrat pluriannuel d'objectifs et de moyens sont devenues des conditions de l'agrément.

## Récents rapports concernant la médecine du travail et la santé au travail

### Rapport sur la réforme (2004) de la médecine du travail
Rendu au ministre chargé du travail en octobre 2007, ce rapport établi par Françoise Conso et Paul Frimat fait un premier bilan de la réforme de 2004. Il a été cosigné par l’Inspection générale des affaires sociales et l’Inspection générale de l’administration de l’éducation nationale et de la recherche.

### Aptitude médicale
Le rapport sur « l’aptitude et l’inaptitude médicale au travail », rédigé par M. Gosselin en 2007, concluait : « trop occupée à une surveillance individuelle de la santé des salariés conçue principalement, selon les textes en vigueur, comme la vérification régulière de l’aptitude au poste de travail, la médecine du travail ne parvient pas à jouer le rôle qu’on attend d’elle dans l’entreprise. Le système de surveillance médicale organisé autour de la constatation périodique de l’aptitude du salarié a atteint ses limites ».
Une nouvelle mission parlementaire a été confiée par la ministre Marisol Touraine au député Michel Issindou sur le même sujet, en novembre 2014, à la suite des débats suscités par les propositions du conseil de la simplification.

### Santé publique
Un rapport relatif aux « disparités territoriales des politiques de prévention sanitaire » a été présenté au ministre de la Santé par André Flajolet, député du Pas-de-Calais. Il recommande - entre autres - de « réorganiser la médecine du travail sur une mission de prévention globale collective en lien avec la santé environnementale, de transférer la gestion des services des entreprises vers les CRAM et de régionaliser le pilotage des services ». Le rapport propose de réorganiser les services en tirant parti de la baisse du nombre de médecins, de recruter des infirmières et de créer de nouveaux métiers pour renforcer la prévention, de repenser la formation des professionnels, de recentrer les médecins du travail sur la préservation de la santé en cas de risques forts, rétablir la santé dégradée des salariés ou les réinsérer au retour de maladie, de passer du curatif à la prévention globale en lien avec les IPRP et avec les médecins traitants, de cibler les visites sur les personnes qui en ont le plus besoin, de réaffirmer des objectifs prioritaires de santé publique, d’intégrer les données de la santé environnementale et mutualiser les études sur les polluants potentiels, de créer le lien avec le médecin traitant en réintégrant le médecin du travail géré par la CRAM - et non plus par l’employeur - dans le partage des informations médicales, de désigner un opérateur national compétent pour mutualiser et diffuser les bonnes pratiques de prévention au travail et enfin d’intégrer la médecine du travail dans la prévention globale sous l’autorité des futures agences régionales de santé.

### Initiative sénatoriale
Le 23 octobre 2007, le groupe communiste du Sénat a déposé une proposition de loi « visant à améliorer la santé au travail des salariés et à prévenir les risques professionnels auxquels ils sont exposés ». Le titre VI propose de réformer la médecine du travail en instituant une agence nationale de santé au travail financée par les cotisations des employeurs. Véritable « service public », cette agence « garantirait l’indépendance des professionnels de santé et des acteurs de prévention vis-à-vis des prérogatives des employeurs ». Elle serait chargée d’organiser et de coordonner les services de santé au travail et participerait au développement de la recherche en santé au travail. Le texte envisage, pour le médecin du travail, une mission consistant à identifier les risques liés aux postes de travail, avec le devoir d’en informer les salariés concernés et la collectivité de travail et de prescrire les aménagements nécessaires voire d’alerter objectivement sur les risques issus des conditions de travail, les risques environnementaux et psychosociaux.

### Bilan de la pluridisciplinarité
Le 23 janvier 2008, le ministère chargé du travail a ainsi rendu public un rapport qui dresse le bilan de la pluridisciplinarité - mise en place en 2004 - en matière de prévention des risques. Le document décrit le rôle, les missions et les caractéristiques des intervenants en prévention des risques professionnels (IPRP), représentés par plus de 1 750 ergonomes, ingénieurs sécurité, psychiatres, psychologues, toxicologues, épidémiologistes. Il ébauche également des pistes d'évolution qui portent notamment sur les modalités de désignation des IPRP et leur statut.

### L’avenir de la médecine du travail
L’avis adopté le 27 février 2008 par le Conseil économique et social constitue une analyse sur « l’avenir de la médecine du travail » dont le rapporteur, Christian Dellacherie, résume ainsi le propos : « malgré les récentes réformes, l'avenir de la médecine du travail et sa capacité à répondre aux enjeux liés à la santé des salariés suscitent des interrogations récurrentes. Élaboré à la demande du gouvernement, l'avis du CES vise à sortir rapidement et par le haut d'une situation critique préjudiciable à la santé au travail et, partant, à la santé publique. En n'occultant aucun sujet, il présente un ensemble d'évolutions concernant les missions des services de santé au travail, le métier des médecins du travail, le financement et la gouvernance du système, ainsi que la maîtrise de la contrainte démographique ».

### Risques psychosociaux
Le 12 mars 2008, Philippe Nasse, magistrat honoraire et Patrick Legeron, médecin psychiatre ont remis au ministre chargé du travail leur rapport - controversé - sur la détermination, la mesure et le suivi des risques psychosociaux au travail. Les auteurs recommandent de privilégier l’observation des faits relatifs à des concepts précis et selon des méthodes scientifiquement éprouvées afin d’établir un consensus sur la reconnaissance des risques psychosociaux ramenés à des faits et sur leur mesure objective, afin de permettre « à la puissance publique, aux entreprises et aux partenaires sociaux d’envisager, ensuite, d’agir ensemble ».

### Accidents du travail, maladies professionnelles
En août 2008, un rapport de la commission d'évaluation sur le coût des accidents du travail (« Rapport Diricq »). Il analyse les causes de sous-déclaration des accidents du travail et des maladies professionnelles et explique « qu’un pourcentage important de victimes ne déclarent pas leur maladie à la CPAM, même lorsqu’elles bénéficient d’une prise en charge médico-sociale à cette fin ». Pour les troubles musculo-squelettiques, le cancer de la vessie, les néoplasies broncho-pulmonaires ou les dermatoses professionnelles selon les régions, 35 à 50 % des accidents du travail ou des maladies professionnelles ne seraient pas déclarés, pour des raisons que le rapport cherche à analyser.
En 2015, un rapport de la Cnamts rappelle que « L'identification du lien professionnel est d'autant plus difficile que cette maladie survient longtemps après l'exposition à un agent cancérogène : 10, 20 voire 40 ans après, donc généralement après cessation de l'activité professionnelle ». Les cancers dus à l'amiante constituent encore la grande majorité dont l'origine professionnelle est certaine (81 %), mais ils commencent à diminuer (-3,7 %, tandis que les autres types de cancers augmentent de 10,3 %" (ce sont pour 45 % des cas de cancer de la vessie et pour 25 % des cas des cancers liés aux poussières de bois (ex : carcinomes des fosses nasales), maintenant considérés comme « risques émergents » par l'Assurance Maladie qui doit relancer ses programmes de prévention. Les troubles musculo-squelettiques comptent pour 87 % des maladies professionnelles déclarées, mais les maladies psychiques liées au travail sont en augmentation (315 cas reconnus contre 223 en 2013). Cette augmentation serait principalement due à des changements de réglementation" selon Marine Jeantet (depuis fin 2012, la demande est plus facile à faire). Le "burn-out" reste cependant un syndrome d'épuisement professionnel encore considéré comme "multifactoriel" et n'entrant pas dans les tableaux de classification de maladies professionnelles (comme les maladies psychiques en général) « toujours examinées au cas par cas » selon Marine Jeantet.

### Exposition aux agents CMR
Un rapport sur les expositions professionnelles - en particulier aux agents CMR - a été établi par Daniel Lejeune, inspecteur général des affaires sociales, et remis en octobre 2008 à Franck Gambelli, Président de la Commission des accidents du travail et des maladies professionnelles CNAMTS, à la demande du ministre chargé du travail. Le rapporteur s’attache à la traçabilité des expositions professionnelles. Il souhaite que soient expérimentées des propositions concernant : la contribution de la traçabilité des expositions professionnelles à une stratégie d’organisation de la prévention primaire des risques CMR, conduite par l’entreprise ; un appui de cette démarche ; une contribution de la traçabilité des expositions professionnelles à la prévention secondaire et tertiaire, et pour conforter les études épidémiologiques.

### Rapport DAB sur la formation des managers et ingénieurs en santé au travail
Rédigé à la demande du ministre chargé du Travail, ce rapport émet des recommandations pour améliorer la formation en santé au travail des futurs managers et ingénieurs. Il est susceptible de concerner 5 millions de diplômés des grandes écoles d’ingénieurs, de commerce ou des universités. Le rapport préconise d’intégrer la question de la santé au travail dans les formations de l’enseignement supérieur et de mettre en place un référentiel commun de connaissances pour les personnes en situation d’encadrement. Il propose de fédérer les compétences en créant un Réseau national de formation en santé au travail (RNFST), la création d’outils pédagogiques mutualisés, une aide financière aux entreprises et un soutien logistique aux PME et TPE mettant en œuvre ce référentiel (label « Entreprises en santé »). Pour ce qui concerne les services de santé au travail, le rapport Dab confirme leur rôle dans la mise en place de ces actions.

### Rapport Dellacherie, Frimat, Leclercq - La santé au travail: vision nouvelle et professions d’avenir
Publié en mai 2010, ce rapport intitulé Santé au travail : vision nouvelle et professions d’avenir (et portant le sous-titre : Pour des formations et un réseau de recherche en phase avec les missions) a été rédigé par Christian Dellacherie, Membre du Conseil économique, social et environnemental, Paul Frimat, professeur de médecine du travail à l’université de Lille II, praticien hospitalier au CHRU de Lille et Gilles Leclercq, médecin-conseil de l’ACMS. Il débouche sur une quarantaine de propositions qui sont axées sur 8 préoccupations principales.

### Rapport Delaunay-Lefrand sur la mise en œuvre de la réforme (2011) de la médecine du travail
Ce rapport sur l'application de la loi no 2011-867 du 20 juillet 2011 relative à l’organisation de la médecine du travail date de mars 2012 indique qu'un travail règlementaire conséquent reste à réaliser pour mettre en œuvre les dispositions très variées de la loi. Concernant les décrets d’application déjà publiés, les rapporteurs estiment qu'ils ont reçu un accueil favorable de la plupart des personnes auditionnées, qui ont pu estimer qu’ils respectaient l’économie de la loi tout en préservant la fonction médico-sociale des services. Le rapport expose les dispositifs que ces décrets créent ou modifient.

### Rapport de la Cour des comptes - Les services de santé au travail interentreprises, une réforme en devenir
Ce rapport de la Cour des comptes, daté de novembre 2012, est publié au moment où se met en place la loi du 20 juillet 2011 qui réforme le dispositif. Le préambule rappelle la prolifération des cancers d'origine professionnelle, le drame de l’amiante et les suicides intervenus en milieu professionnel, qui ont suscité l’intervention récurrente du législateur et l’attention croissante des partenaires sociaux. La Cour des comptes s’est attachée à éclairer la question de l’organisation du système français de médecine du travail. Son rapport se conclut par 15 recommandations.

### Discrimination salariale envers les individus en mauvaise santé
Les pratiques de santé au travail visent aussi à limiter la « Discrimination salariale selon l'état de santé » qui est en France mesurée par l'écart de salaires touchés par des individus en bon état de santé, comparé à ceux d'individus en mauvais état de santé (en prenant en compte l'endogénéité de l'état de santé).
Les résultats confirment en 2013 la persistance d'une discrimination salariale envers les individus en mauvaise santé, quel que soit l’indicateur d’état de santé considéré.

### Mieux prendre en compte les perturbateurs endocriniens
Un Rapport d'information de la Commission des affaires européennes de l'Assemblée nationale, publié en février 2014 fait des recommandations pour une « stratégie européenne à mettre en œuvre pour prévenir les risques sanitaires liés aux perturbateurs endocriniens » et aborde notamment les enjeux dans le monde du travail (page 53 et suivantes).

### Rapport Lecocq, Dupuis, Forest sur la santé au travail (2018)
En 2018, Charlotte Lecocq, députée, Bruno Dupuis, consultant en management, et Henri Forest, ancien secrétaire CFDT, remettent au gouvernement un rapport concernant la santé au travail.

## Données statistiques
En 2019 pour 19,56 millions de salariés du régime général de sécurité sociale 655 715 accidents du travail, 98 899 accidents de trajet et 47 095 maladies professionnelles ont été reconnus, entraînant le paiement de 9,2 milliards d'euros de prestations. Le nombre de journées indemnisées (hors jours de carence) s'est élevé à 65,16 millions, soit en moyenne 3,3 journées par salarié. En 2019, le nombre de décès dus au travail a été de 1264 dont 733 résultant d'accidents de travail, 283 d'accidents de trajet et 248 de maladies professionnelles. De 2013 à 2019 l'indice de fréquence (nombre d'accidents déclarés pour 1 000 salariés), pour les salariés relevant du régime général, est passé de 33,2 accidents à 33,5.